# فرودگاه شهری نیو هولشتاین
 فرودگاه شهری نیو هولشتاین (به انگلیسی: New Holstein Municipal Airport) یک فرودگاه همگانی عملیاتی است که یک باند فرود آسفالت دارد و طول باند آن ۱۰۹۷ متر است. این فرودگاه در شهر نیو هولستین، ویسکانسین کشور ایالات متحده آمریکا قرار دارد و در ارتفاع ۳۰۲٫۴ متری از سطح دریا واقع شده است.